# Vzpoura na lodi Bounty
Vzpoura na lodi Bounty je literární dílo od Vítězslava Kocourka, který tento příběh vydal v roce 1960 dle předlohy klasického příběhu vzpoury na britské lodi Bounty. Příběhem provází mladý kadet Peter Heywood.

## Děj
Roku 1787 se díky svému strýci dostane na britskou loď Bounty mladý kadet Peter Heywood. Aspirant na důstojníka se setkává se všemi svízelemi života na lodi, od mořské nemoci až po trestání neposlušných námořníků. Loď pod vedením kapitána Williama Bligha, měla doplout na Tahiti, odkud měli přivést chlebovníky, které se měli stát levnou obživou otroků v britských koloniích v Karibské oblasti.
Během plavby dochází k neustálému trestání námořníků. Vše se zkomplikovalo poté, co posádka byla nucena zůstat několik měsíců na Tahiti, kde podle názoru kapitána Bligha posádka zlenivěla. Trestání vyvolalo u posádky vzpouru, které velel poručík Fletcher Christian. Vzbouřená posádka se vyslovila k tomu, že má být kapitán Bligh s ostatními věrnými vysazeni do malého člunu a ponecháni svému osudu na moři.
Peter Heywood ve chvíli, kdy došlo ke vzpouře, měl volno a dospával noční službu. Poté, co je vzbuzen, je vyveden na palubu, kde je svědkem "soudního přelíčení" nad kapitánem. Avšak Heywood nebyl vysazen do člunu s kapitánem, i přestože se vzpoury neúčastnil. Poté, co byl člun v nedohlednu, byl nastaven kurz zpět na Tahiti. Zde byl Heywood s několika dalšími vysazen.
Dva roky trvalo, než se k Tahiti dostala fregata Pandora, která měla pátrat po vzbouřencích, o kterých se v Anglii dozvěděli díky kapitánu Blighovi, který ve člunu urazil 3 600 námořních mil a následně na ně podal žalobu. Heywood je považován za jednoho ze vzbouřenců a tak je s ním také nakládáno. S několika dalšími, které se podařilo pochytat, byli v Anglii souzeni a odsouzeni k trestu smrti. Heywooda zachránil jeho mladý věk a nezkušenost, proto byl omilostněn králem.